# ثورتا جبل لبنان (752 و759 م)
ثورتا جبل لبنان في عامي 752 و759م كانت عبارة عن سلسلة من الثورات المناهضة للعباسيين من السكان الجراجمة المسيحيين في لبنان بتحريض من البيزنطيين. بدأت أولى هذه الثورات في عام 752 في عهد الأمير الجرجمي إلياس البسكنتي. خاض إلياس معارك ضد العرب في أجزاء عديدة من وادي البقاع، لكنه لقي مصيره في نهاية المطاف في بلدة تحمل اسمه الآن والمعروفة باسم قب إلياس. ولكن الجراجمة لم ييأسوا، فواصل زعيم جديد يُعرف باسم سمعان التمرد، وكاد أن يستولي على حمص وحماة في الشام بدعم ضخم من البحرية البيزنطية، ولكن فشل. التمرد الثاني، المعروف باسم ثورة المنيطرة، حدث ذلك في عام 759 عندما أعلن رجل يُعرف باسم بندر (أو ثيودور في بعض المصادر) نفسه ملكًا على جميع الجراجمة. نصّب صالح بن علي عم الخليفة العباسي كمينًا لبندر قرب بعلبك وهزمه. وبعد ذلك شجّع الخليفة القبائل العربية إلى التزاوج مع المسيحيين في تلك المناطق المعزولة، مما أنهى شعور الانعزال الذي كان يشعر به السكان.

## الخلفية
في عام 750م أطاح العباسيون بالخلافة الأموية واستولوا على معظم أراضيها السابقة. وشمل ذلك أجزاءً من لبنان الحديث مثل وادي البقاع. وقد كان أهل الشام يتمتعون بمزايا عديدة بسبب تمركز الأمويين في الشام قبل وصول العباسيين، مما جعلهم يشعرون بالرضا، خاصةً مع تدهور العلاقات المارونية البيزنطية، ولكن العباسيون الذين تمركزوا في العراق، حوّلوا تلك المزايا تجاه أهل العراق، مما أشعر أهل جبل لبنان بأن الضرائب باهظة.

## ثورة بسكنتا
في عام 752 بدأ الأمير الجرجمي المعروف بإلياس البسكنتي بشن غارات على منطقة البقاع. وأقام إلياس قاعدة له في بلدة المروج وحولها إلى مقر له، وتولى السيطرة على البقاع. فلما سمع الخليفة العباسي أبو العباس السفاح بذلك أرسل رسولًا يحمل ثوب الشرف (خلعة)، وجلس الجانبان يأكلان معًا. ولكن إلياس أصبح ثملًا ووقع في غرام فتاة راقصة، الأمر الذي جعل قادته يفقدون ثقتهم به ويتخلون عنه. وبدون علم إلياس، كانت مجموعة من رجاله تتبع المبعوثين وهاجمت إلياس وهو في حالة سكر، مما أدى إلى مقتله وعدد كبير من رجاله. وأشعل الجنود النار في المروج واستعادوا السيطرة على البقاع. دُفن إلياس في هذه البلدة فأصبحت تُعرف بقب إلياس وهو اسم مشتق من قبر إلياس. يُعتقد على نطاق واسع أن ضريحًا رومانيًّا على جانب الطريق [الإنجليزية] محفورًا في صخرة فوق المدينة هو قبر الأمير.
ومع ذلك، لم ييأس جميع الجراجمة عندما تولى زعيم جديد يُدعى شمعون زمام الأمور ودفع الجيوش العباسية إلى الوراء، حتى أنه كاد أن يستولي على حمص وحماة بدعم ضخم من البحرية البيزنطية.

## ثورة المنيطرة
في عام 759 بدأ الناس في لبنان بالثورة على جابي الضرائب (الخراج) في بعلبك. قاد الانتفاضة من منطقة جبل المنيطرة شاب ضخم البنية يدعى بندر عند السكان، أو ثيودور في بعض المصادر البيزنطية، وأعلن نفسه ملكًا على جميع الجراجمة. قام عم الخليفة صالح بن علي، الذي كان أيضًا قائدًا للجيش العباسي، بحشد عدد كبير من الرجال لمواجهة بندر. التقى الجانبان وكانت الخسائر كبيرة في كلا الجانبين، لكن العباسيين في النهاية نصبوا كمينًا وهزموا الجراجمة في طريقهم إلى بعلبك، مع فرار بندر إلى طرابلس (التي كانت تحت السيطرة البيزنطية) وترك رفاقه ليواجهوا مصيرهم المميت في المعركة.

## النتائج
وبعد ذلك بدأ صالح عهدًا حملة في المنطقة، مستهدفًا المتمردين الجراجمة على حد سواء. وقد قُتل العديد من المتمردين أو أجبرهم على الفرار من منازلهم في المنفى. ولكن لم يؤيد كل المسلمين هذا الاضطهاد، بما في ذلك الإمام الأوزاعي الذي انتقد صالح على أوامره قائلًا:
لقد سمعتُ بطرد بعض أهل الذمّة من جبل لبنان، مع أنهم لم يناصروا مَن تمرّد، وقد قُتل كثيرٌ منهم على يدك، وعاد الباقون إلى قراهم. فكيف عاقبتَ الكثيرين بذنب القلّة وعدم اليقين، وأجبرتهم على ترك ديارهم وممتلكاتهم، رغم قول الله تعالى: ﴿وَلَا تَزِرُ وَازِرَةٌ وِزْرَ أُخْرَى﴾، وهو أحقّ ما ينبغي الالتزام به واتباعه! وأوجبُ ما يُراعى ويُطاع هو أمر النبيّ محمد إذ قال: «ألا من ظَلمَ معاهَدًا أوِ انتقصَه أو كلَّفَه فوقَ طاقتِه أو أخذَ منهُ شيئًا بغيرِ طيبِ نفسٍ فأنا خَصمهُ يومَ القيامةِ».

ولضمان عدم وقوع ثورات مماثلة، أرسل المنصور قبائل عربية مسيحية ومسلمة مثل التنوخيين واللخميين للاستقرار والتزاوج مع أهل لبنان. استوطنت القبائل العربية في الغالب جنوب بيروت في المناطق الجبلية والساحلية، مما أدى إلى إغلاق ممر أفقا أمام الموارنة وبالتالي منع البيزنطيين من إرسال سفنهم إلى المنطقة. وقد أثبت هذا التكتيك فعاليته حيث نجح العرب في صد غارتين للجراجمة في عامي 791 و875 م.
وقد أصبحت بعض العائلات العربية من المسلمين والمسيحيين التي هاجرت إلى لبنان خلال هذه الفترة سلالات بارزة مثل آل أرسلان [الإنجليزية]، وآل بحتر، وآل أبي اللمع.

## طالع أيضًا
- القرن الثامن في لبنان
- ثورة صور (996-998)
- الحروب البيزنطية العربية (780-1180)